# Disco d'oro (Nobraino)
Disco d'oro è il quarto album in studio del gruppo musicale italiano Nobraino pubblicato il 9 marzo 2012 dall'etichetta discografica indipendente MArteLabel e distribuito da Venus Distribuzione.

## Descrizione
Uscito a due anni esatti dal precedente No USA! No UK! è stato prodotto e registrato nell'autunno 2011 da Manuel Fusaroli e pubblicato in formato CD e LP.
Il titolo si rifà a storici album monocromatici come White Album dei Beatles o Brown Album dei Primus, e la scelta è quella dell'oro: metafora del bene rifugio ma anche parodia del noto premio discografico.
A quattro mesi dall'uscita dell'album, il 24 luglio 2012 viene pubblicata una nuova edizione per il mercato digitale intitolata Digital Deluxe Edition contenente in aggiunta alle dodici tracce due brani riarrangiati in versione acustica: In ogni caserma, proveniente da No USA! No UK! e Il mangiabandiere.
Dal disco vengono estratti tre singoli; due vengono pubblicati anticipatamente alla data di uscita del disco: Film muto il 7 febbraio 2012, e Il record del mondo il 9 marzo 2012 che si posiziona al secondo posto della classifica di fine anno 2012 Top 50 degli indipendenti - Indie Music Like, dopo Padania degli Afterhours. Il terzo singolo, Bademaister viene pubblicato il 1º maggio 2012.
Vengono realizzati i video musicali di Film muto e Bademaister.

## Tracce
Testi e musiche di Lorenzo Kruger e Nestor Fabbri.
1. Tradimentunz – 2:27
2. Il record del mondo – 3:33
3. Cani e porci – 3:20
4. Nottambula – 3:52
5. Bademeister – 3:10
6. Il mio vicino – 3:30
7. Il mangiabandiere – 2:32
8. Cesso di vivere – 3:37
9. Il minotauro – 3:56
10. Film muto – 2:54
11. Bunker – 5:38
12. Persone colte – 3:49

Tracce bonus nell'edizione digitale
1. In ogni caserma (Acoustic Version) – 2:00 – (Da No USA! No UK!, 2010)
2. Il mangiabandiere (Acoustic Version) – 2:56

## Crediti
- Lorenzo Kruger - paroliere e voce
- Nobraino - musiche
- Néstor Fabbri - chitarra
- Bartok - basso
- Il Vix - batteria
- David Jr. Barbatosta - tromba, chitarra
- Manuele Fusaroli - produzione
- Peppe Casa - management